# Bocvana
Bocvána (uradno Repúblika Bocvána) je celinska država v južni Afriki. Bocvana je topografsko ravna, približno 70 odstotkov njenega ozemlja je del puščave Kalahari. Na jugu in jugovzhodu meji na Južno Afriko, na zahodu in severu na Namibijo, na severu na Zambijo in na severovzhodu na Zimbabve. Z nekaj več kot 2,4 milijona prebivalcev in površino, primerljivo s Francijo, je Bocvana ena najredkeje poseljenih držav na svetu. V bistvu je nacionalna država ljudstva Cvana, ki predstavlja skoraj 80 % prebivalstva.
Etnična skupina Cvani izhaja predvsem iz bantujsko govorečih ljudstev, ki so se pred letom 600 n. št. v več valovih preselila v južno Afriko, vključno s sodobno Bocvano. Leta 1885 so Britanci kolonizirali območje in razglasili protektorat z imenom Bechuanaland. Kot del dekolonizacije Afrike je Bechuanaland 30. septembra 1966 postal neodvisna republika Commonwealtha pod sedanjim imenom. Od takrat je parlamentarna republika z dosledno zgodovino neprekinjenih demokratičnih volitev, čeprav je do leta 2024 prevladovala Bocvanska demokratska stranka. Od leta 2024 je Bocvana tretja najmanj koruptivna država v Afriki po indeksu zaznave korupcije, ki ga je objavila Transparency International.
Gospodarstvo zaznamujeta rudarstvo in turizem. Bocvana ima BDP na prebivalca (pariteta kupne moči) od leta 2024 približno 20.158 dolarjev. Bocvana je največja država proizvajalka diamantov na svetu. Njen relativno visok bruto nacionalni dohodek na prebivalca (po nekaterih ocenah četrti največji v Afriki) državi zagotavlja relativno visok življenjski standard in drugi najvišji indeks človekovega razvoja v celinski podsaharski Afriki (za Južno Afriko). Kljub temu se Bocvana še naprej spopada z visoko stopnjo brezposelnosti. Bocvana je članica Južnoafriške carinske unije, Južnoafriške razvojne skupnosti, Commonwealtha narodov in Združenih narodov.

## Etimologija
Ime države pomeni »Dežela Cvanov« in se nanaša na prevladujočo etnično skupino v Bocvani. Ustava Bocvane priznava homogeno državo Cvanov. Demonim Bacvana se je prvotno uporabljal za Cvane, nato pa se je začel uporabljati tudi kot izraz za vse državljane Bocvane. V jeziku Secvana je Bacvana slovnično množinska oblika; njena edninska oblika, ki se lahko nanaša na enega samega člana Cvana ali na enega samega državljana Bocvane, je Mocvana.

## Zgodovina

### Prazgodovina
Ocenjuje se, da so hominidi živeli v Bocvani v pleistocenu. Kamnita orodja in živalski ostanki kažejo, da so bila vsa območja države naseljena vsaj pred 400.000 leti.
Trdili so, da je bila to rojstni kraj vseh sodobnih ljudi pred približno 200.000 leti. Dokazi, ki so jih pustili sodobni ljudje, kot so jamske poslikave, so stari približno 73.000 let. Domneva se, da so bili najstarejši znani prebivalci južne Afrike predniki današnjih ljudstev San (Grmičarji) in Khoi. Obe skupini govorita klik jezike iz majhnih jezikovnih družin Khoe-Kwadi, Kx'a in Tuu, katerih člani so lovili, nabirali in trgovali na dolge razdalje. Ko je bilo pred približno 2000 leti v južno Afriko prvič pripeljano govedo, je živinoreja postala glavna značilnost gospodarstva, saj je imela regija velika travišča brez muh cece.
Ni jasno, kdaj so se bantujsko govoreča ljudstva prvič preselila v državo s severa, čeprav se zdi, da je leto 600 n. št. konsenzna ocena. V tistem obdobju so se predniki sodobnih Kalangov preselili na območje današnjega severovzhodnega dela države. Ti proto-Kalangi so bili tesno povezani z državami v Zimbabveju in z državo Mapungubwe. Pomemben ostanek tega obdobja so ruševine Domboshabe, kulturnega in dediščinskega območja v Bocvani, ki je bilo sprva naseljeno proti koncu obdobja Velikega Zimbabveja (1250–1450), s kamnitimi zidovi, ki imajo povprečno višino 1,8 metra. Najdišče je spoštovan kraj za ljudi, ki živijo v regiji, in verjame se, da je poglavar živel na vrhu hriba s svojimi pomočniki ali asistenti. Zdi se, da so te države, ki so zunaj meja današnje Bocvane, imele ogromne črede goveda – očitno v številu, ki se približuje sodobni gostoti goveda – na območju, ki je danes osrednje okrožje. Ta ogromen živinorejski kompleks je cvetel do okoli leta 1300 in se zdi, da je po propadu Mapungubweja nazadoval. V tem obdobju so se prve skupine, ki so govorile cvansko, Bakgalagadi, preselile v južna območja Kalaharija. Ta različna ljudstva so bila povezana s trgovskimi potmi, ki so potekale prek reke Limpopo do Indijskega oceana; trgovsko blago iz Azije, kot so kroglice, je potovalo v Bocvano, najverjetneje v zameno za slonovino, zlato in nosorogov rog.
Radiokarbonsko datiranje železnodobne naselbine na hribu Toucvemogala segajo od 7. do konca 19. stoletja, kar kaže, da je bilo naseljeno več kot 1000 let. Hrib je bil del nastajanja zgodnjih držav v južni Afriki, kjer je bilo govedo glavni vir gospodarstva. Naselbina Toucve vključuje tla hiš, velike kupe vitrificiranega kravjega gnoja in grobove, medtem ko je izjemna struktura kamniti zid. Okoli leta 1000 n. št. so se Toucveji preselili v Bocvano.
Vendar pa je kmetijstvo igralo ključno vlogo pri dolgoživosti razširjene poseljenosti hriba Toucvemogala, saj so na najdišču našli tudi številne objekte za skladiščenje žita. Številne različne stratificirane plasti stanovanjskih tal dodatno kažejo na neprekinjeno poseljenost skozi stoletja. Prihod prednikov govorcev jezika cvana, ki so prišli nadzorovati regijo, še ni natančno datiran. Člani ljudstva Bakvena, poglavarstva pod vodstvom voditelja Kgaba II., so se najkasneje do leta 1500 n. št. prebili v južni Kalahari, njegovo ljudstvo pa je prebivalce Bakgalagadi pregnalo proti zahodu v puščavo. Z leti se je več odcepov Bakvene preselilo na sosednja ozemlja. Bangvaketse so zasedli območja na zahodu, medtem ko so se Bangvato preselili proti severovzhodu na nekdanja območja Kalange. Nedolgo zatem se je v delto Okavango, verjetno v 1790-ih, preselila veja plemena Bangvato, znana kot Batavana.

### Mfecane in Bacvansko-burske vojne
Prvi pisni zapisi, ki se nanašajo na današnjo Bocvano, se pojavljajo leta 1824. Ti zapisi kažejo, da so Bangvaketsi postali prevladujoča sila v regiji. Pod vladavino Makabe II. so Bangvaketsi redili ogromne črede goveda v dobro zaščitenih puščavskih območjih in s svojo vojaško spretnostjo napadali svoje sosede. Druga poglavarstva na tem območju so imela do takrat prestolnice s približno 10.000 prebivalci in so bila precej uspešna. To ravnovesje se je končalo v obdobju Mfecane, 1823–1843, ko je v državo vstopilo zaporedje vdornih ljudstev iz Južne Afrike. Čeprav so Bangvaketsi leta 1826 uspeli premagati vdorne Bakololo, so bila sčasoma vsa večja poglavarstva v Bocvani napadena, oslabljena in osiromašena. Bakololo in Amandebele sta večkrat napadla in odpeljala veliko število goveda, žensk in otrok iz Bacvane – večina jih je bila pregnana v puščavo ali v zatočišča, kot so vrhovi hribov in jame. Šele po letu 1843, ko so se Amandebele preselili v zahodni Zimbabve, se je ta grožnja zmanjšala.
V 1840-ih in 1850-ih se je odprla trgovina s trgovci s sedežem v Kapski koloniji in omogočila obnovo poglavarstva Bacvana. Bakvena, Bangvaketse, Bangvato in Batavana so sodelovali pri nadzoru donosne trgovine s slonovino in izkupiček uporabili za uvoz konj in pušk, kar jim je omogočilo vzpostavitev nadzora nad današnjo Bocvano. Ta proces je bil v veliki meri končan do leta 1880 in Bacvana si je tako podjarmil Bušmane, Kalange, Bakgalagadi in druge takratne manjšine.
Po Velikem pohodu so se Afrikanerji iz Kapske kolonije naselili na mejah Bocvane v Transvaalu. Leta 1852 je koalicija poglavarstva Cvana pod vodstvom Secheleja I. v bitki pri Dimaveju premagala vdore Afrikanerjev in po približno osmih letih občasnih napetosti in sovražnosti leta 1860 v Potchefstroomu končno dosegla mirovni sporazum. Od takrat naprej je bil dogovorjen današnji mejni sporazum med Južno Afriko in Bocvano, Afrikanerji in Bacvana pa so trgovali in sodelovali relativno mirno.
Leta 1884 se je Batavana, konjenica klana Cvana s sedežem na severu pod poveljstvom Kgosija Moremija, borila in premagala invazijo Ndebelov na severno Bocvano v bitki pri Khutiyabasadiju. To je začetek propada kraljestva Ndebele v Zimbabveju in je pomagalo oblasti govorcev cvanščine.
Zaradi na novo vzpostavljenih mirnih razmer je trgovina med letoma 1860 in 1880 cvetela. Krščanski misijonarji so to lahko izkoristili. Luterani in Londonsko misijonarsko društvo so se v državi ustalili do leta 1856. Do leta 1880 je imela vsaka večja vas stalnega misijonarja in njihov vpliv je počasi naraščal. Khama III. (vladal 1875–1923) je bil prvi od poglavarjev Cvanov, ki je krščanstvo razglasil za državno vero, zaradi česar se je spremenil velik del običajnega prava Cvane. Krščanstvo je do prve svetovne vojne postalo dejanska uradna religija v vseh poglavarstvih.

### Kolonializem
Med bojem za Afriko sta si tako Nemško cesarstvo kot Združeno kraljestvo želela ozemlja Bocvane. Med berlinsko konferenco se je Združeno kraljestvo odločilo priključiti Bocvano, da bi zaščitila pot na sever in tako povezala Kapsko kolonijo z njenimi ozemlji severneje. Januarja 1885 je enostransko priključila ozemlja Cvanov in nato poslala Warrenovo ekspedicijo na sever, da bi utrdila nadzor nad območjem in prepričala poglavarje, naj sprejmejo britansko prevlado. Kljub svojim pomislekom so se sčasoma sprijaznili s tem dejanjem.
Leta 1890 so bila območja severno od 22 stopinj dodana novemu protektoratu Bechuanaland. V 1890-ih je bilo novo ozemlje razdeljeno na osem različnih rezervatov, pri čemer so bile dokaj majhne količine zemlje prepuščene kot prosta posest belim naseljencem. V zgodnjih 1890-ih se je britanska vlada odločila, da bo protektorat Bechuanaland predala Britanski južnoafriški družbi. Ta načrt, ki je bil kljub prošnjam voditeljev Cvane, ki so protestno obiskali Anglijo, že na dobri poti k uresničitvi, je bil sčasoma preprečen zaradi neuspeha napada Jameson januarja 1896.
Ko je bila leta 1910 iz glavnih britanskih kolonij v regiji ustanovljena Južnoafriška unija, ozemlja visoke komisije – protektorat Bechuanaland, Basutoland (danes Lesoto) in Svazi (danes Esvatini) – niso bila vključena, vendar je bila sprejeta določba za njihovo kasnejšo vključitev. Vendar se je Združeno kraljestvo začelo posvetovati s svojimi prebivalci o njihovih željah. Čeprav so si zaporedne južnoafriške vlade prizadevale za prenos ozemelj pod svojo jurisdikcijo, je Združeno kraljestvo s tem odlašalo; posledično se to ni nikoli zgodilo. Izvolitev nacionalistične vlade leta 1948, ki je uvedla apartheid, in izstop Južnoafriške republike iz Commonwealtha leta 1961 sta končala vsako možnost, da bi se Združeno kraljestvo ali ta ozemlja strinjala z vključitvijo v Južno Afriko.
Širitev britanske centralne oblasti in razvoj avtohtone vlade sta leta 1920 privedla do ustanovitve dveh svetovalnih svetov, ki sta zastopala tako Afričane kot Evropejce. Afriški svet je sestavljalo osem poglavarjev plemen Tswana in nekaj izvoljenih članov. Razglasi iz leta 1934 so urejali plemensko vladavino in pristojnosti. Evropsko-afriški svetovalni svet je bil ustanovljen leta 1951, ustava iz leta 1961 pa je ustanovila posvetovalni zakonodajni svet.

### Neodvisnost
Junija 1964 je Združeno kraljestvo sprejelo predloge za demokratično samoupravo v Bocvani. Februarja 1966 je bila v Londonu konferenca o neodvisnosti. Sedež vlade je bil leta 1965 prestavljen iz Mahikenga v Južni Afriki v novo ustanovljeni Gaborone, ki je blizu meje Bocvane z Južno Afriko. Na podlagi ustave iz leta 1965 je država izvedla prve splošne volitve s splošno volilno pravico in 30. septembra 1966 pridobila neodvisnost. Seretse Khama, vodja gibanja za neodvisnost, je bil izvoljen za prvega predsednika in nato dvakrat ponovno izvoljen.
Khama je umrl na položaju leta 1980. Predsedniško mesto je prevzel takratni podpredsednik Quett Masire, ki je bil leta 1984 izvoljen in ponovno izvoljen leta 1989 in 1994. Masire se je s položaja upokojil leta 1998. Nasledil ga je Festus Mogae, ki je bil izvoljen leta 1999 in ponovno izvoljen leta 2004. Predsedniško mesto je leta 2008 prevzel Ian Khama (sin prvega predsednika), ki je bil podpredsednik Mogaeja, odkar je leta 1998 odstopil s položaja poveljnika obrambnih sil Bocvane, da bi prevzel to civilno vlogo. 1. aprila 2018 je Mokgweetsi Eric Keabetswe Masisi prisegel kot peti predsednik Bocvane, ki je nasledil Iana Khamo. Dolgotrajen spor glede severne meje z namibijskim Caprivijevim pasom je bil predmet odločitve Meddržavnega sodišča decembra 1999. Razsodilo je, da otok Kasikili pripada Bocvani.
Bocvanska demokratična stranka je dosledno obvladovala oblast do splošnih volitev v Bocvani leta 2024, na katerih je zmagala stranka Umbrella for Democratic Change. 1. novembra 2024 je Duma Boko, vodja UDC, prisegel kot predsednica Bocvane in postal prvi predsednik, ki ni zastopal BDP.

## Geografija
Površina Bocvane znaša 581.726 km2, kar je primerljivo z velikostjo Francije in 48. največja država na svetu. Glavno mesto je Gaborone, ki leži na jugovzhodu države, v neposredni bližini meje z Južno Afriko. Ima tudi povprečno nadmorsko višino približno 1000 metrov.
Bocvana je večinoma ravninska država, ponekod z visokimi planotami. Več kot dve tretjini njenega ozemlja zavzema puščava Kalahari. Na severozahodu leži Okavangova delta, ki je ena največjih notranjih delt na svetu, vzhodno od nje pa je velika [[slana kotanja Makgadikgadi. Porečje reke Limpopo je deloma na ozemlju Bocvane, porečja njenih pritokov Notwane, Bonwapitse, Mahalapye, Lotsane, Motloutse in Shashe pa so v vzhodnem delu države. Notwane oskrbuje glavno mesto z vodo prek jezu Gaborone. Reka Chobe se izliva v reko Zambezi na mestu, imenovanem Kazungula.

### Podnebje
Na podnebje v Bocvani vplivata puščava Kalahari in lega v notranjosti celine. Podnebje je deloma polsušno, deloma pa subtropsko. Tokovi vlažnega zraka so večji del leta oddaljeni od državnega ozemlja.
Deževna doba je kratka. Večina padavin nastopi v obdobju od decembra do marca. Sušna doba, ki se začne v aprilu, na jugu Bocvane traja do oktobra, medtem ko se na severu države konča v novembru. Kljub temu je skupna količina padavin na severu Bocvane večja v primerjavi z jugom države.
Zima na jugu Bocvane traja od začetka maja do konca avgusta, torej nastopa v času sušne dobe. Za ta letni čas je značilna velika razlika med dnevno in nočno temperaturo. V glavnem mestu tako v juliju ni nič nenavadnega, če temperatura zraka sredi dneva znaša 23 °C, ponoči pa 3 °C. Ob nizkih nočnih temperaturah zmrzal lahko nastopi marsikje v državi. V povprečju se zimske temperature zraka gibljejo okoli 14 °C. Poleg razlike med dnevno in nočno temperaturo na to vrednost vpliva tudi pihanje mrzlih vetrov. V poletni dobi so temperature zraka povsod v državi visoke. V povprečju znašajo okoli 26 °C, sredi dneva pa se pogosto povzpnejo na 35 °C.

### Biotska raznovrstnost
Bocvana ima raznolika območja habitatov za divje živali. Poleg delte in puščavskih območij so tu še travišča in savana. Severna Bocvana ima eno redkih preostalih velikih populacij ogroženega afriškega hijenskega psa. Narodni park Chobe v okrožju Chobe ima največjo koncentracijo afriških slonov na svetu. Park pokriva približno 11.000 km2 in podpira približno 350 vrst ptic. V Bocvani gozdni pokrov predstavlja približno 27 % celotne površine, kar ustreza 15.254.700 ha gozda leta 2020, kar je manj kot 18.803.700 hektarjev (ha) leta 1990. Leta 2020 je naravno obnavljajoči se gozd pokrival 15.254.700 hektarjev, od tega je bilo 0 % naravno obnavljajočega se gozda primarnih gozdov (ki jih sestavljajo avtohtone drevesne vrste brez jasno vidnih znakov človekove dejavnosti), približno 11 % gozdne površine pa je bilo znotraj zavarovanih območij. Za leto 2015 je bilo 24 % gozdne površine v javni lasti in 76 % v zasebni lasti.
Narodni park Chobe in rezervat divjadi Moremi (v Okavangovi delti) sta glavni turistični destinaciji. Drugi rezervati so rezervat divjadi Central Kalahari, ki je v puščavi Kalahari v okrožju Ghanzi; narodni park Slana kotanja Makgadikgadi in narodni park kotanja Nxai sta v osrednjem okrožju v Slani kotanji Makgadikgadi.
Bocvana se sooča z dvema velikima okoljskima problemoma, sušo in dezertifikacijo, ki sta tesno povezani. Tri četrtine človeškega in živalskega prebivalstva v državi je zaradi suše odvisno od podtalnice. Uporaba podtalnice z globokim vrtanjem je nekoliko ublažila učinke suše. Površinske vode je v Bocvani malo, manj kot 5 % kmetijstva v državi pa je trajnostno vzdržnih s padavinami. V preostalih 95 % države je živinoreja glavni vir dohodka na podeželju. Približno 71 % zemljišč v državi se uporablja za skupno pašo, kar je bil glavni vzrok za dezertifikacijo in pospešeno erozijo tal v državi.
Ker je živinoreja za prebivalce Bocvane donosna, še naprej izkoriščajo zemljo z dramatično naraščajočim številom živali. Med letoma 1966 in 1991 se je populacija živine povečala z 1,7 milijona na 5,5 milijona. Podobno se je število prebivalcev povečalo s 574.000 leta 1971 na 1,5 milijona leta 1995, kar je 161-odstotno povečanje v 24 letih. Okoljevarstveniki poročajo, da se Okavangova delta izsušuje zaradi povečane paše živine. Delta je eno glavnih polgozdnatih mokrišč v Bocvani in ena največjih celinskih delt na svetu; ekosistem je ključnega pomena za preživetje številnih živali.
Oddelek za gozdarstvo in pašnike je že začel izvajati projekt ponovne naselitve avtohtone vegetacije v skupnosti v južnem Kgalagadiju, severnem Kwenengu in Botetiju. Ponovna naselitev avtohtone vegetacije bo pripomogla k zmanjšanju degradacije zemljišč. Vlada Združenih držav Amerike je sklenila tudi sporazum z Bocvano, v katerem jim je dala 7 milijonov ameriških dolarjev za zmanjšanje dolga Bocvane za 8,3 milijona ameriških dolarjev. ZDA so določile, da se bo Bocvana osredotočila na obsežnejše ohranjanje zemljišč. Država je leta 2018 dosegla povprečno oceno 9,13/10 na indeksu integritete gozdne krajine, kar jo uvršča na 8. mesto med 172 državami na svetu.
Program Združenih narodov za razvoj (UNDP) trdi, da je revščina glavni problem prekomernega izkoriščanja virov, vključno z zemljišči, v Bocvani. UNDP se je pridružil projektu, ki se je začel v južni skupnosti Struizendam v Bocvani. Namen projekta je črpati iz »znanja avtohtonih prebivalcev in tradicionalnih sistemov upravljanja zemljišč«. Vodje tega gibanja naj bi bili ljudje v skupnosti, ki bi pritegnili avtohtone prebivalce, kar posledično poveča njihove možnosti za zaslužek in s tem zmanjša revščino. UNDP je tudi izjavil, da mora vlada učinkovito izvajati politike, ki ljudem omogočajo upravljanje lastnih lokalnih virov, program pa vladi zagotavlja informacije za pomoč pri razvoju politik.

## Upravna delitev
Bocvana je razdeljena na 10 upravnih okrožij, 2 mestni okrožji, 4 mesta, 11 podokrožij in skupno 16 upravnih enot. To so:
- Central
- Chobe
- Francistown
- Gaborone
- Ghanzi
- Jwaneng
- Kgalagadi
- Kgatleng
- Kweneng
- Lobatse
- North East
- North West
- South East
- Southern
- Selibe Phikwe
- Sowa Town

Te upravlja 16 lokalnih oblasti (okrožni sveti, mestni sveti ali mestni sveti).
Leta 1977 so bile upravne enote Bocvane Ngamiland, Chobe, Francistown, Ngwato, Tuli, Ghanzi, Kgalagadi, Ngwaketse, Kweneng, Gaborone in Lobatse.[115] Leta 2006 je bil Chobe odstranjen iz upravne enote, ime Ngamiland pa je bilo spremenjeno v North West District. Chobe je bil prebran 31. marca 2014. Istega dne so bile dodane tudi upravne enote Francistown, Gaborone, Jwaneng, Lobatse, Selibe Phikwe in Sowa Town.

## Gospodarstvo
Je ena od gospodarsko najbolj razvitih držav v Afriki. Od svoje osamosvojitve leta 1966 je imela eno najvišjih stopnjo gospodarske rasti na svetu. Čeprav je bila Bocvana bogata z viri, ji je dober institucionalni okvir omogočil, da je dohodek od virov ponovno vlagala v ustvarjanje stabilnega prihodnjega dohodka. Po eni oceni ima četrti najvišji bruto nacionalni dohodek po pariteti kupne moči v Afriki, kar ji daje relativno visok življenjski standard v Afriki. Leta 2022 je stopnja brezposelnosti znašala 25,4 %, brezposelnost mladih pa je leta 2023 dosegla 45,41 %. Najnovejši razpoložljivi podatki iz leta 2015/2016 ocenjujejo, da je 17,2 % prebivalstva Bocvane večdimenzionalno revnih, dodatnih 19,7 % pa je ogroženih.

### Dragi kamni in plemenite kovine
V Bocvani Ministrstvo za rudnike in mineralne vire, zeleno tehnologijo in energetsko varnost vzdržuje podatke o rudarjenju po vsej državi. Debswana, največje podjetje za rudarjenje diamantov, ki deluje v Bocvani, je skupno podjetje, v 50-odstotni lasti vlade.
Rudarska industrija zagotavlja približno 40 % vseh državnih prihodkov. Bocvana še ni začela rudariti urana; vendar je projekt urana Letlhakane v Afriki eden največjih nerazvitih projektov urana. Vlada je v začetku leta 2009 napovedala, da bo poskušala diverzificirati svoje gospodarstvo in se izogniti preveliki odvisnosti od diamantov.

### Turizem
Turistična organizacija Bocvane je uradna turistična skupina države. Druge destinacije v Bocvani so jahtni klub Gaborone in ribiški klub Kalahari. Država ima naravne znamenitosti, kot sta jez Gaborone in naravni rezervat Mokolodi. Obstajajo igrišča za golf, ki jih vzdržuje Bocvanska golf zveza (BGU). Leta 2014 je bila Okavangova delta v Bocvani, največja celinska delta na svetu, vpisana na seznam 1000-ih območij svetovne dediščine.

## Kultura
Bocvanska glasba je večinoma vokalna in izvajana, včasih brez bobnov, odvisno od priložnosti; pogosto se uporabljajo tudi strunski instrumenti. Bocvanska ljudska glasba ima instrumente, kot so setinkane (neke vrste miniaturni klavir), segankure/segaba (motsvanska različica kitajskega instrumenta erhu), moropa (meropa za množino) in phala (piščalka, ki se uporablja predvsem med praznovanji). Roke se včasih uporabljajo tudi kot glasbila, bodisi s ploskanjem skupaj bodisi s fathisijem (kozja koža, obrnjena navzven, ovita okoli mečnega predela, ki jo uporabljajo samo moški) za ustvarjanje glasbe in ritma. Državna himna je Fatshe leno la rona, ki jo je napisal in skomponiral Kgalemang Tumediso Motsete; sprejeta je bila ob osamosvojitvi leta 1966.
V severnem delu Bocvane so ženske v vaseh Etsha in Gumare znane po svoji spretnosti izdelovanja košar iz palme mokola in lokalnih barvil. Košare so običajno tkane v treh vrstah: velike košare s pokrovom, ki se uporabljajo za shranjevanje; velike, odprte košare za nošenje predmetov na glavi ali za vejanje omlatenega žita; in manjši krožniki za vejanje zdrobljenega žita. Te košare nenehno uporabljajo barvo.
Najstarejše slike iz Bocvane in Južne Afrike prikazujejo lovske, živalske in človeške figure, izdelali pa so jih Kojsani (Kung San/Grmičarji) pred več kot 20.000 leti v puščavi Kalahari.

### Kuhinja
Nacionalna jed je seswaa, zdrobljeno meso iz kozjega ali govejega mesa, ali na zraku sušeno meso (segwapa), od govedine do divjačine, bodisi fileji mesa, narezani na trakove po smeri vlaken mišice, bodisi ploščati kosi, narezani čez vlakna. Bocvanska kuhinja ima nekatere značilnosti skupne z drugimi kuhinjami južne Afrike.
Primeri bocvanske hrane so: bogobe, ugali (koruzna kaša), boerewors, samp, magwinya in mopane črvi. Bogobe se pripravi tako, da se sirkova, koruzna ali prosena moka da v vrelo vodo, se vmeša v mehko pasto in počasi kuha. Jed, imenovana ting, se pripravi, ko se fermentiranemu sirku ali koruzi doda mleko in sladkor. Ting brez mleka in sladkorja se včasih je z mesom ali zelenjavo za kosilo ali večerjo. Drug način priprave bogobeja je dodajanje kislega mleka in kuhalne melone (lerotse). Pleme Kalanga to jed imenuje tophi. Madila je tradicionalni fermentiran mlečni izdelek, podoben jogurtu ali kisli smetani.

## Naravne in kulturne znamenitosti
Narodni park Chobe predstavlja savansko pokrajino ob istoimenski reki z velikimi sesalci; na jugu so obsežna močvirja v kotanji Mababe.
Okavangova delta - notranja delta reke Okavango sredi savane; obsežne vodne površine so obraščene s papirusom in polen živali; naravni rezervat Moremi je na vzhodu. Unescova svetovna dediščina.
Glavno mesto Gaborone sicer v glavnem zgrajeno po letu 1966; Narodni muzej.
Rezervat divjadi Centralni Kalahari je v osrčju Kalaharija, kasneje združen z južnoafriškim narodnim parkom v Čezmejni park Kgalagadi.
Slana kotanja Makgadikgadi je velika pokrajina s slanima kotanjama Sova in Ntwetwe, ki v deževni dobi napolnita z vodo, kar privablja ptice. Na SZ je narodni park kotanja Makgadikgadi.
Tsodilo so štirje skalni osamelci na skrajnem severozahodu s številnimi skalnimi poslikavami ljudstva San; Unescova svetovna dediščina.